# Zerstört in Sekunden
Zerstört in Sekunden (Originaltitel Destroyed in Seconds) ist eine Doku-Soap, welche von Katastrophen und Unfällen handelt. Typischerweise geht es um Szenarien, in denen ein Objekt durch die jeweilige Katastrophe in kurzer Zeit („in Sekunden“) zerstört wird. Moderiert wird die Serie von Ex-Football-Profi Ron Pitts.

## Inhalt
Die Serie thematisiert Katastrophen, Unfälle und Gefahrensituationen wie beispielsweise Explosionen, Flugzeugabstürze oder Überschwemmungen. Die Betroffenen entkamen der Gefahrensituation meist unverletzt oder nur mit leichten Verletzungen und berichten, wie sie den Vorfall wahrgenommen haben. Das jeweilige Ereignis wird detailliert gezeigt und beschrieben, um dem Zuschauer die Ursache dafür erklären zu können.

## Fernsehausstrahlung
Die Serie läuft seit dem Jahr 2009 in regelmäßigen Abständen im Programm des Senders DMAX.  